# Yuzhai (sockenhuvudort i Kina, Zhejiang Sheng, lat 29,57, long 119,87)
Yuzhai (kinesiska: 虞宅乡) är en sockenhuvudort i Kina. Den ligger i provinsen Zhejiang, i den östra delen av landet, omkring 81 kilometer söder om provinshuvudstaden Hangzhou. Antalet invånare är 12 863. Befolkningen består av 6 043 kvinnor och 6 820 män. Barn under 15 år utgör 24,0 %, vuxna 15-64 år 68 %, och äldre över 65 år 7,0 %.
Runt Yuzhai är det tätbefolkat, med 411 invånare per kvadratkilometer. Närmaste större samhälle är Puyang, 12,4 km söder om Yuzhai. I omgivningarna runt Yuzhai växer i huvudsak blandskog.
Genomsnittlig årsnederbörd är 2 207 millimeter. Den regnigaste månaden är juni, med i genomsnitt 474 mm nederbörd, och den torraste är januari, med 82 mm nederbörd.